# 観峰館

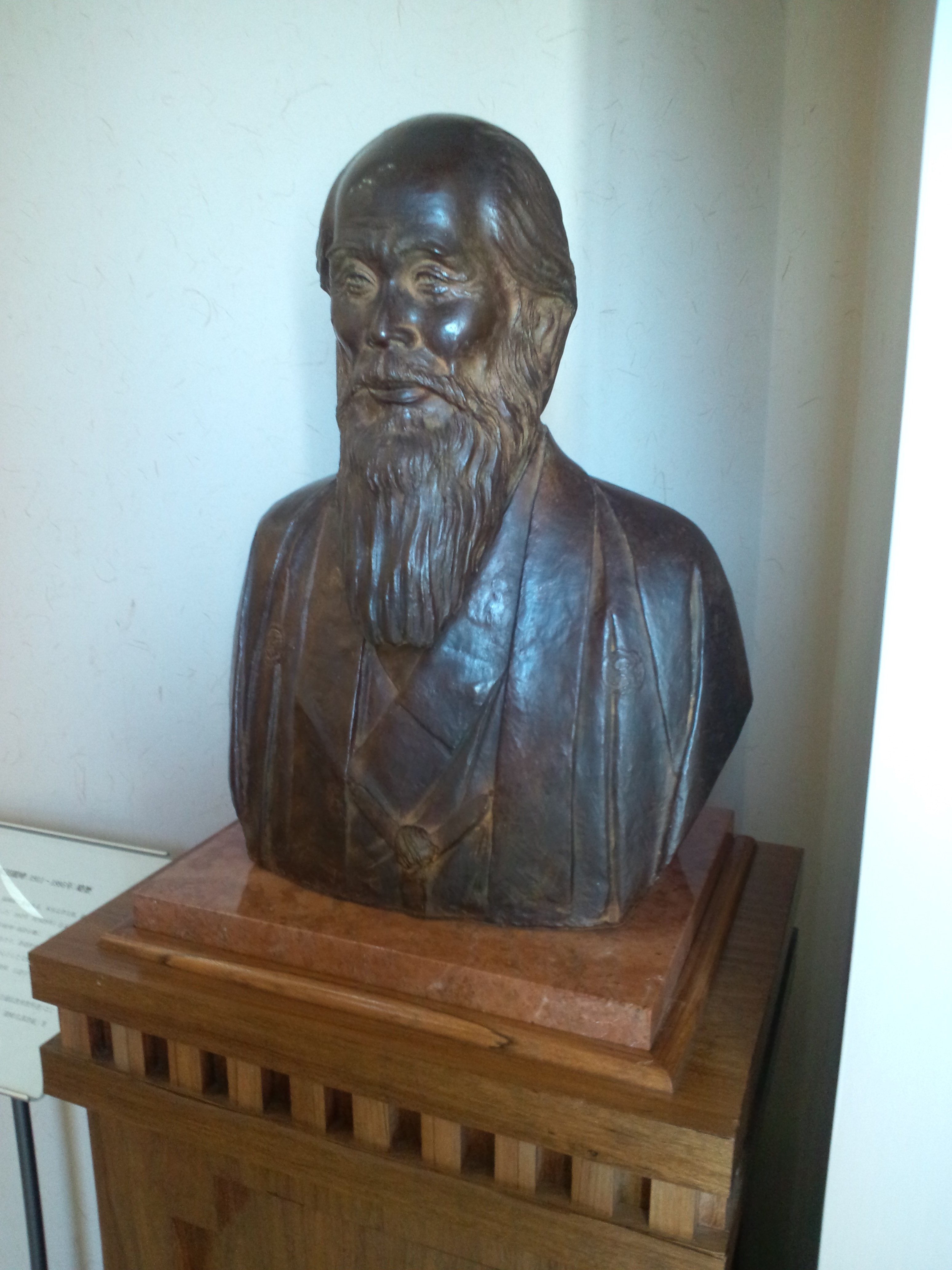
原田観峰の胸像

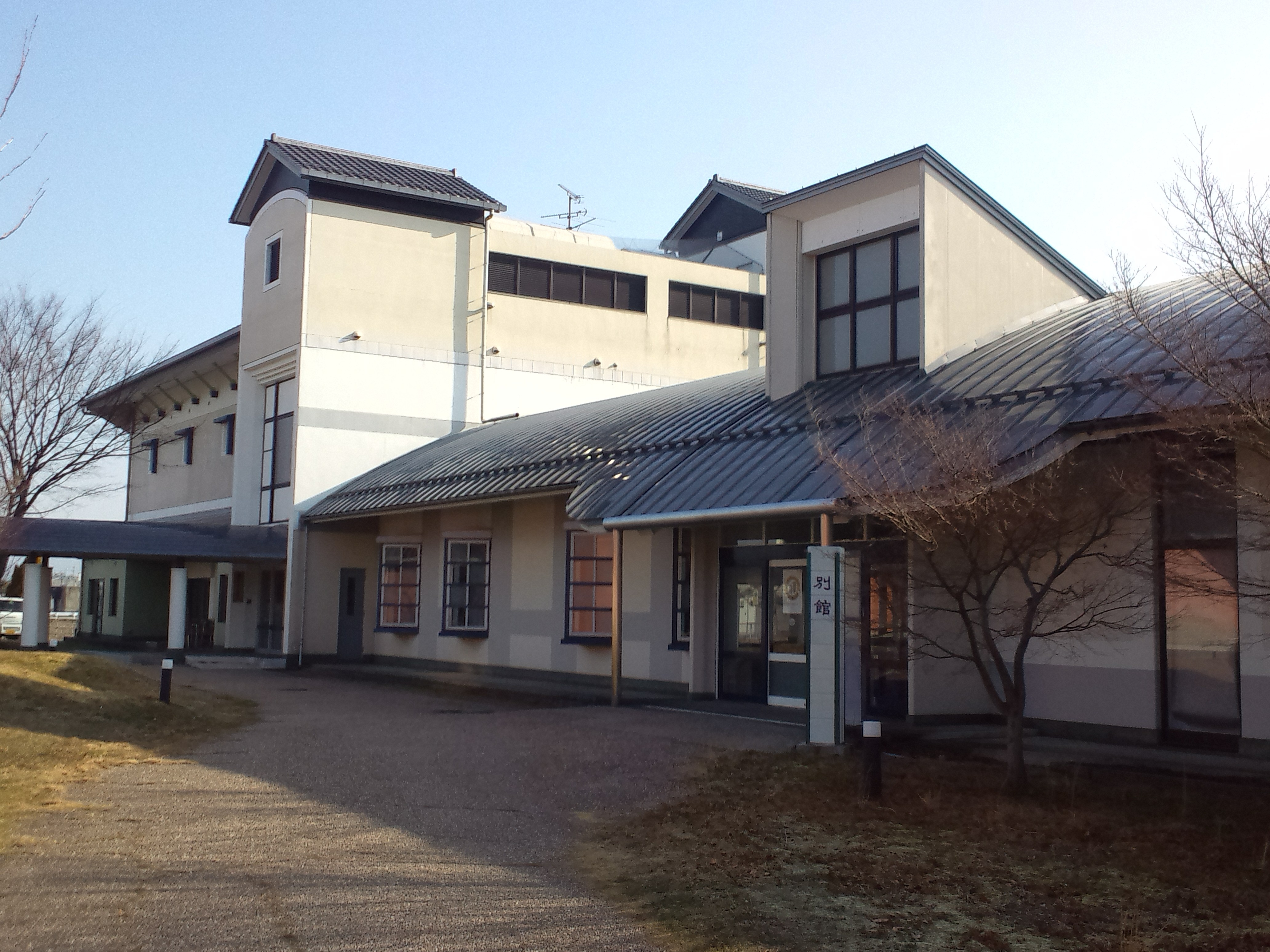
淡海書道文化専門学校

観峰館（かんぽうかん）は、滋賀県東近江市五個荘竜田町に所在する「書の文化にふれる博物館」がメインテーマの博物館である。

## 沿革
日本習字教育財団の創立者原田観峰は、1960年代後半から近代中国書画を中心とする書道教育資料や数々の文化教育資料を海外で蒐集しており、やがて自身のコレクションを収蔵する博物館の開館を考えた。場所は淡海書道文化専門学校の隣が考えられ、近隣の水田の権利者に話を持ち掛け、敷地の確保に至った。開館は彼の死後、1995年10月のことであった。
2015年10月には、新館がオープンし、他機関からの借用品を含む企画展を、年に数回開催している。

## 所蔵
ユネスコの世界遺産に登録されている「承徳の避暑山荘と外八廟」の避暑山荘・澹泊敬誠殿や紫禁城内にある三希堂の復元展示があり、中国風博物館となっている。中国の清時代後期を中心とした、約1万7000点の書画資料のほか、江戸時代以降の版本、明治以降の教科書、アンティークオルゴールなどの西洋アンティークなど、展示物は約2万5000点を所蔵する。

## 展示テーマと内容

### 本館
- 1階（展示室）
  - 清朝第4代皇帝、康熙帝の書による「避暑山荘」の扁額
  - 世界遺産泰山にある紀泰山銘の大型拓本など
- 3階（展示室・書の歴史と硯）
  - 中国の書画資料
- 4階（和本・教科書展示室）　＊閉室中
  - 江戸時代から明治にかけての版本や明治時代以降の教科書を展示
- 5階（企画展示室）　＊閉室中
  - 中国書画及び扇面・斗方作品を展示

### 書院展示室
- 四合院様式の展示室、拓本体験や講座なども実施
  - 中国の書画資料
  - 乾隆帝の書斎「三希堂」の復元展示

### 西洋アンティーク室
- 西洋アンティークに関わる展示
  - アンティークオルゴールやクラシックカーなど

## 施設情報
- 所在地：滋賀県東近江市五個荘竜田町136
- 休館日：月曜日
- 開館時間：9:30 - 16:00
- 入館料：一般 1,000円、高校生・学生 800円、中学生以下 無料　＊特別展開催時は変更有り

## 交通アクセス
- 近江鉄道本線（湖東近江路線）五箇荘駅から徒歩10分